# Wierzno Wielkie
Wierzno Wielkie [ˈvjɛʐnɔ ˈvjɛlkʲɛ] (tiếng Đức: Groß Rautenberg)  là một ngôi làng ở quận hành chính của Gmina Frombork, trong huyện Braniewski, Warmińsko-Mazurskie, ở miền bắc Ba Lan. Nó nằm khoảng 10 kilômét (6 mi)   phía đông nam Frombork, 14 km (9 mi) về phía tây nam của Braniewo và 74 km (46 mi) phía tây bắc của thủ đô khu vực Olsztyn.
Trước năm 1772, khu vực này là một phần của Vương quốc Ba Lan, 1772-1945 Phổ và Đức (Đông Phổ).
Ngôi làng có dân số 180 người.